# Ivan Tomečak
Ivan Tomečak (* 7. Dezember 1989 in Zagreb, SFR Jugoslawien) ist ein kroatischer Fußballspieler, der seit Oktober 2022 bei Lokomotiva Zagreb unter Vertrag steht.

## Karriere

### Verein
Der rechte Außenverteidiger begann seine Karriere in Dinamo Zagrebs Jugendabteilung, bevor er für die Saison 2007/08 an Lokomotiva Zagreb ausgeliehen wurde. Dort etablierte er sich als Stammspieler und erzielte zwei Tore in 32 Spielen. Nach der Hinrunde 2008/09 (15 Einsätze, zwei Tore) erhielt er einen Profivertrag bei Dinamo bis 2016. Zu seinem Ligadebüt kam er am 1. März 2009 beim Heimspiel gegen Slaven Belupo. Seine ersten Treffer für Dinamo erzielte er am 5. April 2009 gegen Cibalia, als er mit einem Doppelpack sein Team zu einem 4:3-Auswärtssieg führte. In insgesamt 13 Partien der Rückrunde gelangen ihm vier Treffer und fünf Vorlagen. In der Saison 2009/10 kam Tomečak wegen Verletzungen zu nur 17 Ligaeinsätzen für Dinamo und schoss dabei ein Tor. Ab 2013 folgten dann Stationen bei HNK Rijeka, Dnipro Dnipropetrowsk, al-Nasr FC, KV Mechelen, erneut Rijeka und dem Paphos FC. Seit September 2022 steht Tomečak wieder in seiner Heimatstadt bei Lokomotiva Zagreb unter Vertrag.

### Nationalmannschaft
Von 2007 bis 2010 wurde Tomečak in verschiedene kroatische Jugendnationalmannschaften berufen und absolvierte insgesamt 20 Partien. Am 12. November 2014 bestritt er seinen bisher einzigen Einsatz für die A-Nationalmannschaft. Beim Testspiel in London gegen Argentinien (1:2) wurde er in der 72. Minute für Hrvoje Milić eingewechselt.

## Erfolge
- Kroatischer Meister: 2009, 2010, 2011, 2012, 2013
- Kroatischer Pokalsieger: 2009, 2011, 2012, 2014, 2019, 2020
- Kroatischer Superpokalsieger: 2010, 2013
- Belgischer Meister: 2018